# Quilombo Cacau e Ovo
Quilombo Cacau e Ovo é uma comunidade remanescente de quilombo, no município de Colares, estado do Pará.

## História
Em 1874 o advogado Domingos Antonio Raiol, Barão de Gajará, adquiriu o Engenho Santo Antônio da Campina, no Pará, como parte de uma transação de terras. Assim como os escravos, mão de obra do engenho. A posse das terras ficaram com os Raiol por 54 anos. Com o fim da ordem escravagista no Brasil surgiu no local o povoado de Mané João e o povoado de Cacau e Ovo.

## Certificação e titularidade
Em 2005 recebeu, da Fundação Cultural Palmares, a certificação de Comunidade Remanescente dos Quilombos. Atualmente sua situação fundiária consta como sendo não titulada.